# Atractylodes
Atractylodes DC.,1838 è un genere di piante angiosperme dicotiledoni della famiglia delle Asteraceae.

## Descrizione
Le specie di questa sottotribù sono erbacee perenni e rizomatose (i rizomi presentano delle radici avventizie omomorfe).
Le foglie, disposte in modo alterno, sono semplici o pennate con 3 - 5 lobi. I margini sono finemente seghettati e spinulosi.
Le infiorescenze sono composte da capolini per lo più solitari e avvolti da vistose brattee simili a foglie. I capolini, eterogami, di tipo discoide, sono formati da un involucro a forma più o meno cilindrica composto da brattee (o squame) all'interno delle quali un ricettacolo (piatto o concavo) fa da base ai fiori tutti tubulosi (in alcuni casi sono presenti anche dei fiori radiati). Le brattee dell'involucro disposte su più serie in modo embricato hanno forme diverse: quelle esterne sono verdi e fogliose, ampiamente alate; quelle medie hanno degli stretti margini traslucidi; quelle interne hanno delle forme lineai-lanceolate. Il ricettacolo è ricoperto con scaglie a forma lineare e margini interi.
I fiori sono principalmente del tipo tubuloso. I fiori sono tetra-ciclici (ossia sono presenti 4 verticilli: calice – corolla – androceo – gineceo) e pentameri (ogni verticillo ha 5 elementi). I fiori sono ermafroditi e actinomorfi. Talvolta sono presenti dei fiori solamente femminili.
- Formula fiorale:

- /x K {\displaystyle \infty }, [C (5), A (5)], G 2 (infero), achenio

Calice: i sepali del calice sono ridotti ad una coroncina di squame.
Corolla: le corolle dei fiori in genere sono corte. I colori sono: bianco, rosa, porpora e giallo.
Androceo: gli stami sono 5 con filamenti liberi, glabri, spessi e piatti alla base; mentre le antere sono saldate in un manicotto (o tubo) circondante lo stilo. Le antere hanno delle lunghe e snelle appendici.
Gineceo: lo stilo è filiforme e corto; gli stigmi dello stilo sono due divergenti. L'ovario è infero uniloculare formato da 2 carpelli.
Il frutto è un achenio con un pappo. L'achenio, con forme da lineari a oblunghe con apice troncato, è densamente sericeo e il pericarpo è di tipo parenchimatico. Alla base è presente uno spesso labbro. Il pappo (esile e deciduo) è formato da setole piumose connate alla base ad anello.

## Biologia
- Impollinazione: l'impollinazione avviene tramite insetti (impollinazione entomogama).
- Riproduzione: la fecondazione avviene fondamentalmente tramite l'impollinazione dei fiori (vedi sopra).
- Dispersione: i semi cadendo a terra (dopo essere stati trasportati per alcuni metri dal vento per merito del pappo – disseminazione anemocora) sono successivamente dispersi soprattutto da insetti tipo formiche (disseminazione mirmecoria).

## Distribuzione
Le specie di questo genere si trovano in Asia orientale.

## Tassonomia
La famiglia di appartenenza di questa voce (Asteraceae o Compositae, nomen conservandum) probabilmente originaria del Sud America, è la più numerosa del mondo vegetale, comprende oltre 23.000 specie distribuite su 1.535 generi, oppure 22.750 specie e 1.530 generi secondo altre fonti (una delle checklist più aggiornata elenca fino a 1.679 generi). La famiglia attualmente (2021) è divisa in 16 sottofamiglie.
La tribù Cardueae a sua volta è suddivisa in 12 sottotribù (la sottotribù Carlininae è una di queste).

### Filogenesi
Nell'ambito della sottotribù questo genere occupa una posizione "basale" e comunque risulta come "gruppo fratello" dei genere Carlina e Atractylis.
I caratteri morfologici distintivi per le specie di questo genere sono: la lamina delle foglie è intera o con 3 - 5 lobi finemente seghettati; le brattee dell'involucro sono verdi e fogliacee; gli ispessimenti basali degli acheni sono glabri; le scaglie del ricettacolo sono libere e non racchiudono gli acheni; le brattee più interne dell'involucro non sono evidenti.
Il numero cromosomico delle specie di questo genere è: 2n = 24.

### Elenco delle specie
Il genere comprende le seguenti 4 specie:
- Atractylodes carlinoides (Hand.-Mazz.) Kitam.
- Atractylodes koreana  (Nakai) Kitam.
- Atractylodes lancea  (Thunb.) DC.
- Atractylodes macrocephala  Koidz.